# Агриппинер
Агриппинер (нем. Agrippiner) — название широко распространённых серебряных денариев кёльнского архиепископства XI столетия и их подражаний. Обозначение «агриппинер» связано с древнеримским названием Кёльна «Colonia Claudia Ara Agrippinensis» и соответствующей надписью на монетах «Sancta Colonia Agrippina». Вес монет составлял 1,51—1,62 г.
Монеты на аверсе содержали изображение храма, на реверсе надпись в 3 строки «Sancta Colonia». В городах бассейна нижней Эльбы в большом количестве выпускали подражания кёльнским агриппинерам. В нумизматической литературе они получили название «нижнеэльбских агриппинеров». Появившись в конце XI столетия они сохранялись в обращении до времени правления Генриха Льва. Данные монеты стали прообразом первых пфеннигов с изображением креста и именем монарха.
Находки агриппинеров в кладах на территории Швеции стран Прибалтики свидетельствуют об их широком применении в торговле. Также агриппинеры выполняли основные денежные функции в областях Вестфалии, Нижней Саксонии и Фрисландии.